# Lloyd Maepeza Gina
Pour les articles homonymes, voir Gina.
Sir Lloyd Maepeza Gina, né le 5 mai 1935 à Munda et mort en mai 2007 à Honiara,, est un homme d'État salomonais, premier président du Parlement national.

## Biographie
Il naît dans le village de Munda sur l'île de Nouvelle-Géorgie dans le protectorat britannique des Îles Salomon. Il est issu d'une fratrie de treize enfants, dont le père est un prêcheur méthodiste. Il est encore enfant lorsque la famille est contrainte de se cacher à l'intérieur des terres de l'île lors de l'invasion et de l'occupation japonaises durant la Seconde Guerre mondiale. Il est scolarisé aux Fidji après la guerre, puis est employé dans le service public aux Salomon, transféré d'un poste à l'autre dans l'administration coloniale sur diverses îles de l'archipel salomonais. En 1971 il retourne aux Fidji pour y suivre une formation en administration publique à l'université du Pacifique Sud, puis en 1973 est nommé secrétaire au comité aux gouvernements locaux du Conseil législatif des Salomon.
Il est ensuite secrétaire adjoint au ministère de la Santé puis au ministère des Finances de la colonie désormais autonome sur le plan de la politique intérieure. Nommé à la tête du bureau administratif du ministère des Ressources naturelles, il est élu en août 1978 président du Parlement national après l'indépendance des Salomon. Il conserve la confiance des députés à ce poste à l'issue des élections législatives de 1980 et de 1984, quittant la fonction en 1988,. Fait chevalier par la reine des Salomon Élisabeth II en 1990, il meurt à Honiara, la capitale, le 26 ou le 27 mai 2007 et reçoit des funérailles d'État,.